# پوسته پتک‌کاری

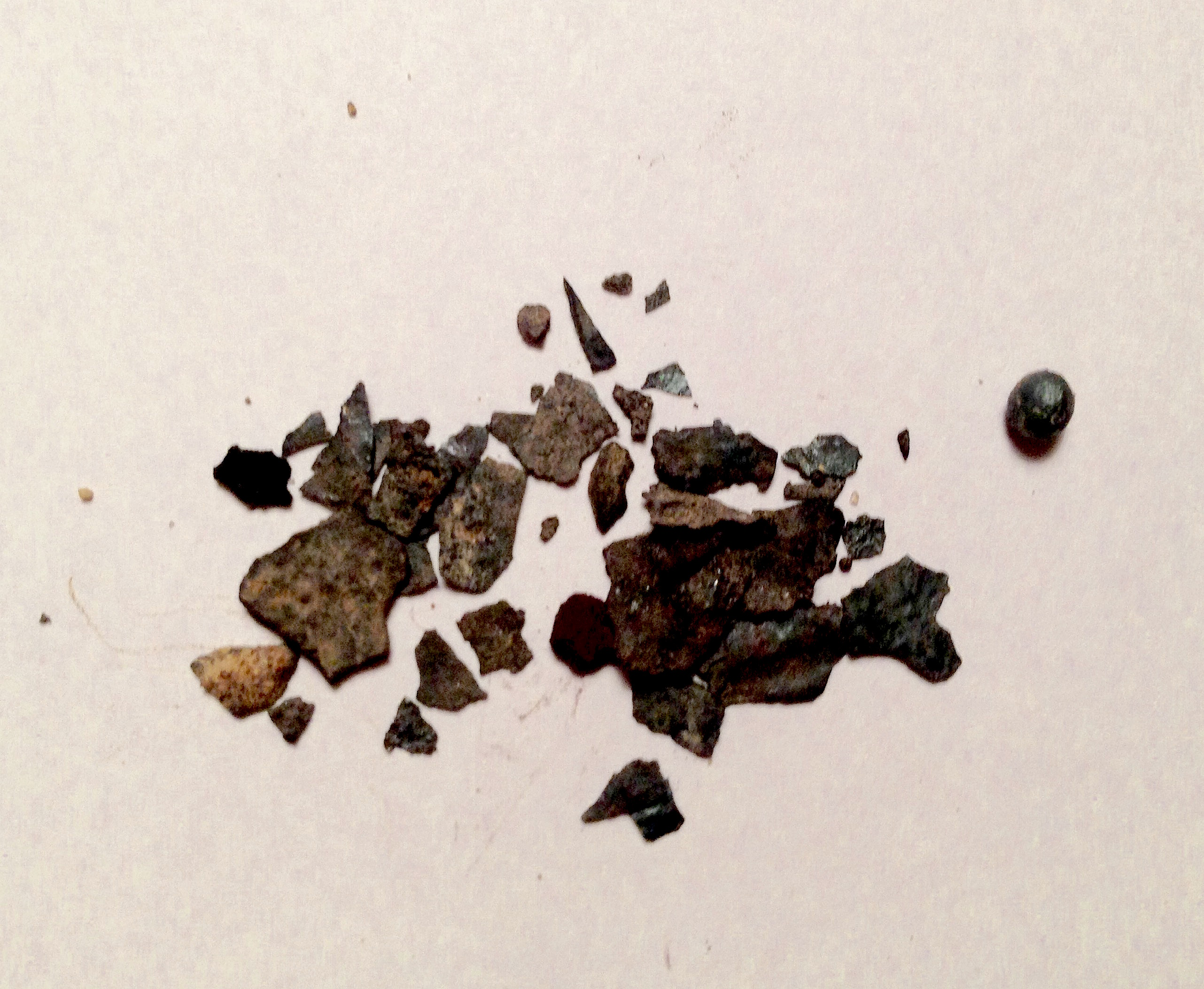
پولک پوستهٔ پُتک‌کاری با حالت کروی

پوستهٔ پُتک‌کاری، یک محصول جانبی پوسته‌پوسته یا کروی از فرایند آهنگری است (برای معادل مدرن، به پوسته نورد مراجعه کنید). پوستهٔ پُتک‌کاری تقریباً به‌طور جهانی از کاوش‌های باستان‌شناسی در مناطقی که سنگ آهن پالایش و فورج شده‌است، به‌دست می‌آید. ویژگی مغناطیسی پوستهٔ پُتک‌کاری نیز به بازیابی آن و نقشه‌برداری از ویژگی‌های بزرگ‌تر با استفاده از بررسی‌های حساسیت مغناطیسی کمک می‌کند. پوستهٔ پتک‌کاری می‌تواند اطلاعات حیاتی در مورد یک سایت باستان‌شناسی مانند عملکرد پدیدار ارائه دهد.

## ویژگی‌ها

### ویژگی‌های فیزیکی
پوستهٔ پُتک‌کاری به دو شکل ظاهر می‌شود: پوسته‌پوسته و کروی توخالی. تکه‌های پوسته‌پوسته می‌توانند از نظر ظاهر و اندازه بسیار متفاوت باشند. با این حال، رنگ آن‌ها از سیاه تیره تا آبی براق یا خاکستری و ضخامت آن‌ها از یک تا پنج میلی‌متر متغیر است. مانند تکه‌های پوسته‌پوسته، کروی‌ها نیز بسیار کوچک هستند اما اندازهٔ آن‌ها می‌تواند متفاوت باشد. رنگ آن‌ها از خاکستری تا سیاه تیره یا آبی متغیر است.

### ترکیب شیمیایی
ترکیب شیمیایی پوستهٔ پُتک‌کاری مورد بحث و بسیار متفاوت است. بیشتر منابع موافق هستند که پوستهٔ پُتک‌کاری از نوعی اکسید آهن تشکیل شده‌است. مگنتیت یک شکل عمومی پذیرفته شده‌است که به پوستهٔ پُتک‌کاری ویژگی مغناطیسی قابل توجه آن را می‌دهد. با این حال، ترکیب شیمیایی پوستهٔ پُتک‌کاری بسته به این‌که از کدام مرحله در فرایند پالایش آهن حاصل می‌شود، می‌تواند تغییر کند. برای پولک‌ها و کروی‌ها از مراحل اولیه، ترکیب تا حد زیادی مخلوط می‌شود، در حالی که تکه‌های مراحل پایانی به شکل اکسید آهن خالص‌تر خواهند بود. در نهایت، برخی هنوز استدلال می‌کنند که اجزای شیمیایی پوستهٔ پُتک‌کاری علاوه بر آهن بسیار فراتر از اکسیژن یونیزه‌شده و اکسید فلزی را تشکیل می‌دهند.

## محصولات

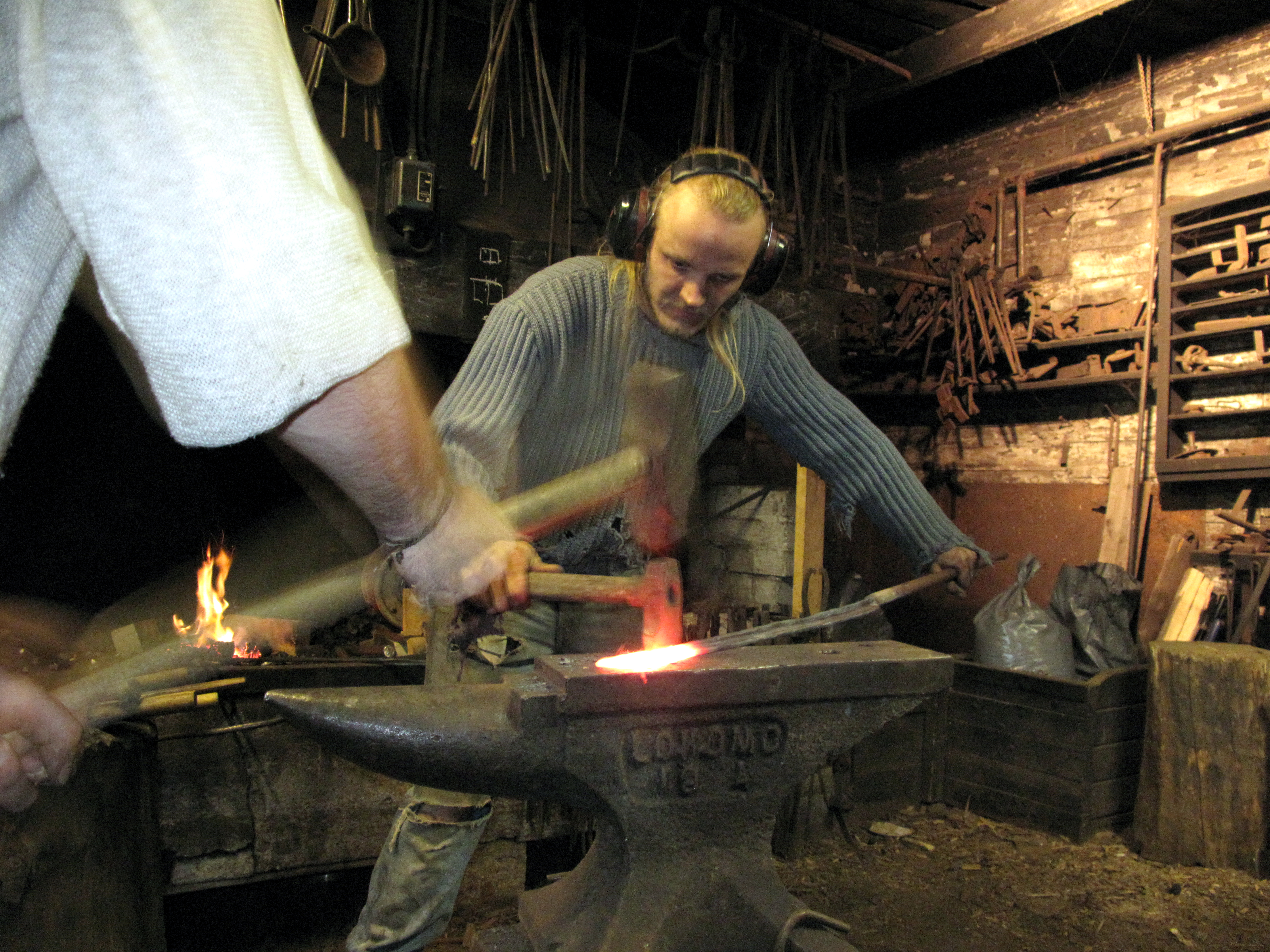
یک آهنگری مدرن در فنلاند در حال تمرین آهن‌کاری به روشی مشابه با روش‌های قدیمی‌تر که منجر به تولید پوستهٔ پُتک‌کاری می‌شود.

پولک پوستهٔ پُتک‌کاری به دلیل اکسیداسیون (اکسایش-کاهش) سریع آهن داغ در هوا شکل می‌گیرد. یک قطعه آهن گرم‌شده یک لایهٔ خارجی اکسید آهن ایجاد می‌کند که ممکن است به دلیل ضربهٔ چکش یا انبساط حرارتی از قطعهٔ اصلی جدا شود.
پولک پوستهٔ پُتک‌کاری در مقادیر زیادی طی مراحل مختلف فرایند آهنگری صنعتی تولید می‌شود. برای ایجاد آهن خالص لازم برای آهنگری، یک آهنگر باید ابتدا سنگ آهن را خالص کند. ذوب سنگ معدن یک " آهن اسفنجی " ایجاد می‌کند، مخلوط متخلخلی از سرباره و فلز. سپس آهنگر به‌طور مکرر آهن اسفنجی را گرم می‌کند و چکش می‌زند تا ناخالصی‌ها را از بین ببرد. این تکنیک پوستهٔ پُتک‌کاری با ترکیب متفاوت ایجاد می‌کند. با ادامهٔ فرایند پالایش، محتوای آهن پوستهٔ پُتک‌کاری افزایش می‌یابد.
پوستهٔ پُتک‌کاری اضافی در طول آهنگری آهن خالص از حرارت دادن و چکش‌کاری لازم برای شکل دادن به قطعه تولید می‌شود. پولک تولیدشده در این مرحله با رنگ آبی مایل به سیاه مشخص می‌شود و به دلیل محتوای بالای اکسید آهن آن، باریک‌تر و تیره‌تر است.
باستان‌شناسان معتقدند که پوستهٔ پُتک‌کاری کروی عمدتاً طی فرآیندی به نام جوشکاری آتش تولید می‌شود. این روش که به نام جوشکاری فورجینگ نیز شناخته می‌شود، برای اتصال دو قطعه فلز با گرما دادن آن‌ها در دمای بالا و به هم چسباندن آن‌ها با یک چکش یا ابزار دیگر استفاده می‌شود. برای موفقیت این روش، سطح هر قطعه فلز باید مذاب باشد. همان‌طور که آهنگر قطعات را به هم می‌کوبد، مقداری فلز از بین آن‌ها بیرون می‌زند، اغلب به شکل یک جت مذاب که در هوا سرد می‌شود و پولک پوستهٔ پُتک‌کاری کروی‌شکل را تشکیل می‌دهد.
همچنین ممکن است طی تصفیهٔ شمشه فولاد، پوستهٔ پُتک‌کاری کروی شکل بگیرد. اکسید آهن می‌تواند با سیلیس از سنگ معدن خام ترکیب شود و سرباره تشکیل دهد. همان‌طور که شمشه فورج و پالایش می‌شود، سربارهٔ مذاب خارج می‌شود. هنگامی که سرباره سرد می‌شود، پوستهٔ پُتک‌کاری کروی شکل می‌گیرد.

## کاربردها در باستان‌شناسی

### آهن‌کاری
با توجه به حجم بالای پولک پوستهٔ پُتک‌کاری و پوسته‌های کروی تولیدشده طی فرآیندهای منظم آهن‌کاری، باستان‌شناسان اغلب از وجود آن برای شناسایی کارخانه‌های آهنگری و ذوب آهن استفاده می‌کنند. پوستهٔ پُتک‌کاری به‌دلیل ترکیب و ماهیت مغناطیسی آن به‌راحتی تشخیص داده می‌شود، که اجازه می‌دهد تا به‌راحتی با آهنربا استخراج شود. علاوه بر این، دوباره به‌دلیل ماهیت مغناطیسی آن، هنگام تکمیل بررسی حساسیت مغناطیسی یک سایت بسیار مفید است. و اگرچه اشیاء آهنی تمام شده باشد، سرباره نیز اغلب در مکان‌های قبلی آهن‌کاری بازیابی می‌شوند، مسلماً پوستهٔ پُتک‌کاری بازیابی قابل اطمینان‌تر است. با توجه به اندازهٔ آن‌ها، اشیاء آهنی و یافته‌های سرباره به احتمال زیاد حذف یا استفادهٔ مجدد می‌شوند، در حالی که پولک‌ها یا کره‌های کوچک در پوستهٔ پُتک‌کاری به احتمال زیاد حذف نشده‌اند.
علاوه بر این، توزیع پوستهٔ پُتک‌کاری در یک جنبهٔ باستان‌شناسی می‌تواند برای تعیین حدودی عملکرد هر منطقه استفاده شود. به‌طور خاص، مناطقی با غلظت‌های بالاتر از ورقه‌های پوستهٔ پُتک‌کاری، وجود سندان و کوره را نشان می‌دهند، زیرا در هنگام چکش زدن اجسام آهنی، تکه‌ها ایجاد می‌شوند یا در حین گرم کردن آهن با مقادیر مختلف خلوص، شکسته می‌شوند. در مقابل، وجود مقادیر زیادی از سرباره در یک کارخانهٔ ذوب یا آهنگری تأیید شده چندان قطعی نیست، اگرچه ممکن است نشان دهنده انباشت زباله باشد.
فراتر از توزیع، ترکیب شیمیایی و ویژگی‌های فیزیکی نمونه‌های خاصی از پوستهٔ پُتک‌کاری می‌تواند به باستان‌شناسان در تعیین هدف یک ویژگی آهن‌کاری کمک کند. به‌طور خاص، نمونه‌های خاصی مانند پوستهٔ پُتک‌کاری کروی، تنها در مراحل اولیهٔ خاصی از فرایند پالایش آهن تولید می‌شوند و شواهدی از فعالیت‌های ذوب ارائه می‌دهند. فرم‌های پوسته‌ای قابل تشخیص‌تر، براق‌تر و بزرگتر، تقریباً منحصراً از کوبیدن اجسام آهنی کامل به وجود می‌آیند. با مطالعهٔ انواع مختلف پوستهٔ پُتک‌کاری موجود و شیوع آن، یک متالورژیست آموزش‌دیده می‌تواند هم هدف هر ناحیه از پدیدار و هم هدف بزرگتر کل پدیدار (یعنی آهنگری یا ذوب) را ترسیم کند.

### تکنیک‌های جمع‌آوری
به دلیل اندازهٔ کوچک و رنگ اغلب تیره‌تر، یافتن پوستهٔ پُتک‌کاری حین انجام فرایندهای باستان‌شناسی ساده، مانند الک خشک یا مرطوب، دشوار است. درعوض، وقتی شواهد واضحی وجود دارد که نشان می‌دهد یک محوطه، مانند یک خان‌چال، شامل نوعی آهن‌کاری است، به باستان‌شناسان توصیه می‌شود شبکه‌ای تشکیل دهند و خاک را برای تجزیه و تحلیل بیشتر از محوطه جمع‌آوری کنند. این به متالوژیست‌های آموزش‌دیده اجازه می‌دهد تا نوع پوستهٔ پُتک‌کاری و شیوع آن را در سازه تجزیه و تحلیل کنند. این هنوز به دلیل کمبود زمان یا تخصص، یک عمل نادر است، اما با این وجود توصیه می‌شود و در صورت غیرقابل دفاع، نمونه‌های خاک همچنان باید با آهن‌ربا روی آن‌ها قرار گیرد تا دانه‌های پوستهٔ پُتک‌کاری در محل جمع‌آوری شوند.

### تاریخچه و نمونهٔ کاوش‌ها
با توجه به این‌که بخشی به ظاهر طبیعی از تکنیک‌های قبلی آهن‌کاری است، یافته‌های پوستهٔ پُتک‌کاری در کاوش‌های باستان‌شناسی متعدد در مناطق متعدد جهان مانند اروپای شمالی، بریتانیای کبیر و شام مشاهده شده‌اند.
اولین اشاره به پوستهٔ پُتک‌کاری در یک زمینهٔ باستان‌شناسی از مطالعهٔ ۱۹۴۱ بر روی قلعهٔ رومی در بریتانیای کبیر که بر روی دیوار هادریان قرار دارد، به‌دست آمده‌است. در یک حفاری در سال ۱۹۶۰ در یک سایت آهن‌کاری رومی در نورفک نیز پوستهٔ پُتک‌کاری به دست آمد. در حفاری‌های اخیر، بازیابی در پوستهٔ پُتک‌کاری به شیوه‌ای سیستماتیک‌تر و با استفاده از روش شبکه‌ای که در بالا ذکر شد انجام شده‌است. به عنوان مثال در کاوشی در سال ۱۹۹۲ با ایجاد شبکه و جمع‌آوری نمونه‌های محلی، محل سابق یک کوره و سندان علی‌رغم نبود بقایای مستقیم هر کدام مشخص شد. آرنه جوتییاروی از سه مکان می‌نویسد که در آن‌ها از رسوبات و پوستهٔ پُتک‌کاری برای ترسیم مناطق مختلف آهنگرها در گودال‌های عصر وایکینگ در دانمارک و نروژ امروزی استفاده شده‌است. به عنوان مثال، او می‌نویسد که چگونه «آهنگر از کفی که در آن ایستاده بود محافظت می‌کرد و «سایه‌ای» در توزیع پوستهٔ پُتک‌کاری باقی می‌گذاشت.» بنابراین، توزیع پوستهٔ پُتک‌کاری نه تنها می‌تواند به مکان‌یابی اقلام در یک کارگاه کمک کند، بلکه می‌تواند به محققان از محل ایستادن آهنگران نیز اطلاع دهد.
اکتشافات اسمیت مربوط به پوستهٔ پُتک‌کاری به‌خوبی مستند شده‌است و به‌طور کلی وجود زیاد پوستهٔ پُتک‌کاری برای شناسایی یک یافته به‌عنوان اسمیت، کافی در نظر گرفته می‌شود. حتی شواهدی از پوستهٔ پُتک‌کاری در یک مکان عصر برنز در باکلبری بالا، برکشایر غربی وجود دارد که نشان‌دهندهٔ کار آهن‌کاری اولیه در بریتانیا است.